# الدوري القطري 1977–78
إحصائيات دوري نجوم قطر في موسم 1977-78.

## نظرة عامة
فاز الريان بالبطولة.